# Ribose 5-phosphate
Ribose 5-phosphate (R5P) vừa là sản phẩm vừa là chất trung gian của con đường pentose phosphate. Bước cuối cùng của các phản ứng oxy hóa trong con đường pentose phosphate là sản phẩm ribulose 5-phosphate. Tùy thuộc vào trạng thái của cơ thể, ribulose 5-phosphate có thể bị đồng phân hóa ngược, trở thành ribose 5-phosphate. Ribulose 5-phosphate có thể thay thế một loạt các chất là sản phẩm của quá trình đồng phân hóa,  transaldol hóa và transketol hóa dẫn đến việc hình thành các pentose phosphat khác cùng với fructose 6-phosphate và glyceraldehyd 3-phosphate (hai chất trung gian trong quá trình đường phân).
Enzym ribose-phosphate diphosphokinase biến đổi ribose-5-phosphate thành phosphoribosyl pyrophosphate.

## Cấu trúc

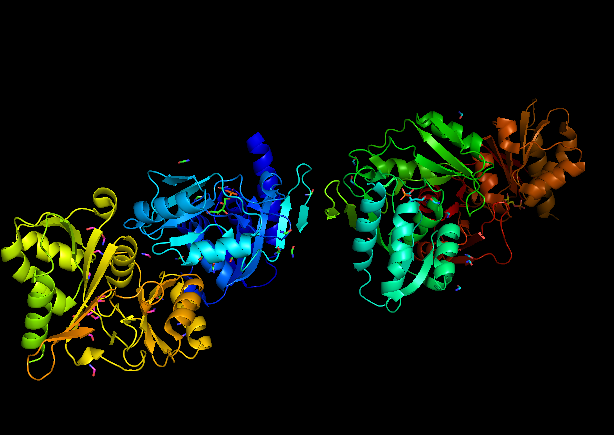
Cấu trúc tinh thể của phức hợp ribose 5-phosphate isomerase và ribose 5-phosphate ở E. coli

R5P cấu tạo bởi nhóm đường 5 carbon, ribose và một nhóm phosphate ở carbon số 5. Nó tồn tại ở dạng chuỗi mở hoặc ở dạng vòng furanose. Dạng furanose được gọi là axit ribose 5-phosphoric.

## Sinh tổng hợp
Sự hình thành của R5P phụ thuộc nhiều vào sự phát triển của tế bào và nhu cầu về NADPH (Nicotinamide adenine dinucleotide phosphate), R5P và ATP (Adenosine triphosphate). Sự hình thành của mỗi phân tử được kiểm soát bởi dòng glucose 6-phosphate (G6P) theo hai con đường trao đổi chất khác nhau: con đường pentose phosphate và đường phân. Mối quan hệ giữa hai con đường có thể được kiểm tra thông qua các tình huống trao đổi chất khác nhau.

### Con đường Pentose Phosphate
R5P được sản xuất theo con đường pentose phosphate trong tất cả các sinh vật. Con đường pentose phosphate (PPP) là một con đường trao đổi chất chạy song song với quá trình đường phân. Nó là một nguồn quan trọng để tạo NADPH cho quá trình sinh tổng hợp khử  (ví dụ tổng hợp axit béo) và đường pentose. Con đường bao gồm hai giai đoạn: giai đoạn oxy hóa tạo ra NADPH và giai đoạn không oxy hóa liên quan đến sự xen kẽ của đường. Trong giai đoạn oxy hóa của PPP, hai phân tử NADP+ bị khử thành NADPH thông qua việc chuyển đổi G6P thành ribulose 5-phosphate (Ru5P). Trong quá trình không oxy hóa của PPP, Ru5P có thể được chuyển đổi thành R5P thông qua xúc tác enzyme ribose-5-phosphate isomerase .

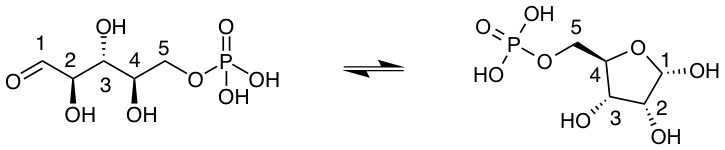
Ribose 5-phosphate chuyển đổi dạng mở thành dạng furanose.

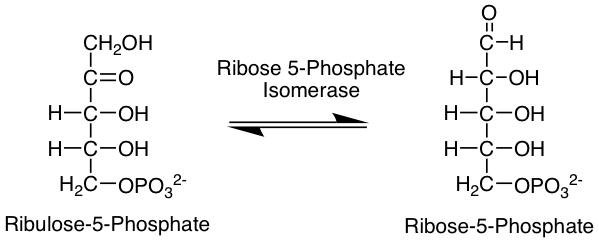
Đồng phân hóa ribulose 5-phosphate thành ribose 5-phosphate.

Khi có nhu cầu về NADPH và R5P, G6P tạo thành một phân tử Ru5P thông qua PPP, từ đó tách ra hai phân tử NADPH và một phân tử R5P.

### Đường phân
Khi cần nhiều R5P hơn NADPH, R5P hình thành thông qua các chất trung gian của quá trình đường phân (Gycolytic). Glucose 6-phosphate chuyển thành fructose 6-phosphate (F6P) và glyceraldehyd 3-phosphate (G3P) trong quá trình đường phân. Transketolase và transaldolase biến hai phân tử F6P và một phân tử G3P thành ba phân tử R5P. Trong quá trình tăng trưởng tế bào nhanh chóng, cần có lượng R5P và NADPH cao hơn để tổng hợp nucleotide và axit béo. Các chất trung gian Glycolytic có thể được chuyển hướng sang giai đoạn không oxy hóa của PPP bằng cách biểu hiện gen cho pyruvate kinase isozyme (PKM). PKM tạo ra một nút cổ chai trong con đường glycolytic, cho phép các chất trung gian được sử dụng bởi PPP để tổng hợp NADPH và R5P. Quá trình này được tiếp tục kích hoạt bởi sự ức chế isomase triosephosphate bởi phosphoenolpyruvate, chất nền của PKM.

## Chức năng
R5P và các dẫn xuất của nó đóng vai trò là tiền chất của nhiều phân tử sinh học, bao gồm DNA, RNA, ATP, coenzyme A, FAD (Flavin adenine dinucleotide) và histidine.

### Sinh tổng hợp nucleotide
Nucleotide đóng vai trò là khối xây dựng cho axit nucleic, DNA và RNA. Chúng cấu tạo bởi một base nitơ, một đường pentose và ít nhất một nhóm phosphate. Các nucleotide chứa base nitơ purine hoặc pyrimidine. Tất cả các chất trung gian trong sinh tổng hợp purine được xây dựng trên một "giàn giáo" R5P. R5P cũng đóng vai trò là tiền chất quan trọng của quá trình tổng hợp ribonucleotide pyrimidine.
Trong quá trình sinh tổng hợp nucleotide, R5P được ribose-phosphate diphosphokinase (PRPS1) kích hoạt để tạo thành phosphoribosyl pyrophosphate (PRPP). Sự hình thành PRPP là điều cần thiết cho cả quá trình tổng hợp purin de novo và cho con đường trục vớt purine. Con đường tổng hợp de novo bắt đầu bằng việc kích hoạt R5P thành PRPP, sau này được xúc tác để trở thành phosphoribosylamine, tiền chất nucleotide. Trong quá trình trục vớt purine, phosphoribosyltransferase thêm PRPP vào các base.

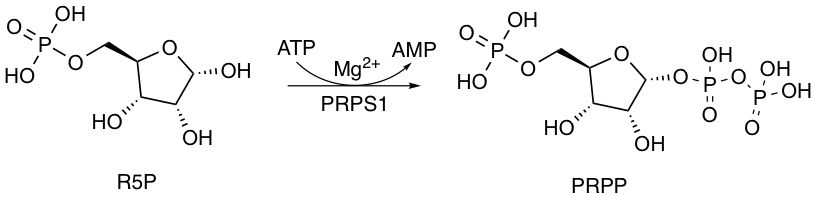
Kích hoạt ribose 5-phosphate thành phosphoribosyl pyrophosphate bằng ribose-phosphate diphosphokinase.

PRPP cũng đóng một vai trò quan trọng trong tổng hợp ribonucleotide pyrimidine. Trong bước thứ năm của quá trình tổng hợp nucleotide pyrimidine, PRPP liên kết cộng hóa trị với orotate ở carbon vị trí 1 trên đơn vị ribose. Phản ứng được xúc tác bởi orotate phosphoriboseyltransferase (PRPP transferase), tạo ra orotidine monophosphate (OMP).

### Sinh tổng hợp histidine
Histidine là một amino acid thiết yếu không được tổng hợp de novo ở người. Giống như nucleotide, sinh tổng hợp histidine được bắt đầu bằng cách chuyển đổi R5P thành PRPP. Bước sinh tổng hợp histidine là ngưng tụ ATP và PRPP bởi ATP-phosphoribosyl transferase (enzyme điều kiển tốc độ phản ứng). Sinh tổng hợp histidine được điều chỉnh cẩn thận bằng cách ức chế phản hồi.

### Các chức năng khác
R5P có thể được chuyển đổi thành adenosine diphosphate ribose, liên kết và kích hoạt kênh ion TRPM2. Phản ứng được xúc tác bởi ribose-5-phosphate adenylyltransferase 

## Bệnh liên quan
Sự mất cân bằng R5P trong các tế bào gây nên một số bẹnh tật. Ung thư và khối u có nguyên nhân do sự tăng cường sản xuất R5P dẫn đến tăng cường tổng hợp RNA và DNA. Thiếu Ribose 5-phosphate isomerase (căn bệnh hiếm gặp nhất trên thế giới), cũng liên quan đến sự mất cân bằng R5P. Bệnh lý phân tử của bệnh chưa được nghiên cứu rõ. Một bệnh khác liên quan đến R5P là bệnh gút  Nồng độ G6P cao hơn dẫn đến sự tích tụ các chất trung gian của quá trình đường phân, chuyển sang sản phẩm của R5P. R5P chuyển đổi thành PRPP, điều này buộc sản xuất quá mức purin, dẫn đến tích tụ axit uric.
Tích lũy PRPP được tìm thấy trong Hội chứng Lesch-Nyhan. Sự tích tụ là do sự thiếu hụt enzyme hypoxanthine-guanine phosphoribosyltransferase (HGPRT), dẫn đến giảm tổng hợp nucleotide và tăng sản xuất axit uric.
Siêu hoạt động trong PRPS1, enzyme xúc tác R5P thành PRPP, cũng có liên quan đến bệnh gút và hội chứng suy giảm phát triển thần kinh và điếc do thần kinh.